# Новоакбашево
Новоакба́шево (рос. Новоакбашево, башк. Яңы Аҡбаш) — присілок (у минулому село) у складі Кушнаренковського району Башкортостану, Росія. Входить до складу Старгумеровської сільської ради.
Населення — 54 особи (2010; 64 у 2002).
Національний склад:
- башкири — 95 %